# Скассо, Клод
Клод Скассо (фр. Claude Scasso; род. 19 апреля 1962, Сен-Дени, Франция) — сценарист французского кино и телевидения.
Клод Скассо является сценаристом телесериала «Мошенники» («Les Tricheurs») и мультсериала «Принцесса Сисси» («Princesse Sissi»). Он также является автором сценария полнометражного фантастического мультфильма «Пиноккио 3000» («Pinocchio le robot»).

## Фильмография
1. 1988: Pourquoi les Martiens sont-ils verts ? (короткометражный фильм)
2. 1995: Léo et Léa (комедия)
3. 1996: Princesse Sissi (мультсериал)
4. 1998: Achille Talon (мультсериал)
5. 1998: Les Perles du Pacifique (ТВ-сериал)
6. 1999: Le Marsupilami (мультсериал)
7. 1999: Une femme d’honneur, épisode Un coupable idéal (ТВ-сериал)
8. 1999: Allô la Terre, ici les Martin (мультсериал)
9. 2000: Kong (мультсериал)
10. 2001: Pigeon Boy (мультсериал)
11. 2001: L’Odyssée (анимационные серии)
12. 2002: Cédric (мультсериал)
13. 2003: Les Tofou (мультсериал)
14. 2004: La Nourrice (ТВ)
15. 2004: Pinocchio le robot (полнометражный мультфильм)
16. 2005: Élodie Bradford, épisode Un ami pour Élodie (ТВ-сериал)
17. 2006: Les Tricheurs, épisode pilote (телесериал)
18. 2006: Tombé du ciel (мини-сериал)
19. 2007: Les Tricheurs (сериал)
20. 2008: Affaire de Famille (художественный фильм)
21. 2008: Les Tricheurs (сериал)
22. 2010: Waking Ned Devine (ТВ)